# Semiothisa angustimargo
Semiothisa angustimargo är en fjärilsart som beskrevs av W. Warren 1896. Semiothisa angustimargo ingår i släktet Semiothisa och familjen mätare. Inga underarter finns listade i Catalogue of Life.